# Tobias Michael Carel Asser
Tobias Michael Carel Asser (Ámsterdam, Holanda, 28 de abril de 1838 - La Haya, 29 de julio de 1913) fue un jurisconsulto neerlandés.

## Biografía
Tobias Asser  nació en Ámsterdam, en los Países Bajos, el 28 de abril de 1838 en el seno de una familia judía.

## Trayectoria
Desde 1862 hasta 1893 dio clases de derecho internacional en el Athenaeum y en la Universidad de Ámsterdam; fue consejero del Ministerio de Asuntos Exteriores en 1875, miembro del Consejo de Estado en 1893 y ministro de Estado en 1904. En 1869, fue cofundador de la Revue de droit international et de législation comparée además de autor de varios libros sobre esta especialidad jurídica.
Presidió las Conferencias de La Haya en 1893, 1894, 1900 y 1901) para la codificación del derecho internacional. 
Junto a Alfred Hermann Fried le fue otorgado el premio Nobel de la Paz en 1911 debido a su participación en la creación del Tribunal Permanente de Arbitraje de La Haya en 1899.